# Nécy
Nécy é uma comuna francesa na região administrativa da Normandia, no departamento Orne. Estende-se por uma área de 7,8 km². Em 2010 a comuna tinha 530 habitantes (densidade: 67,9 hab./km²).